# Шварцгофен
Шварцгофен (нім. Schwarzhofen) — громада в Німеччині, розташована в землі Баварія. Підпорядковується адміністративному округу Верхній Пфальц. Входить до складу району Швандорф. Складова частина об'єднання громад Нойнбург-форм-Вальд.
Площа — 36,11 км2. Населення становить 1422 ос. (станом на 31 грудня 2020).

## Галерея

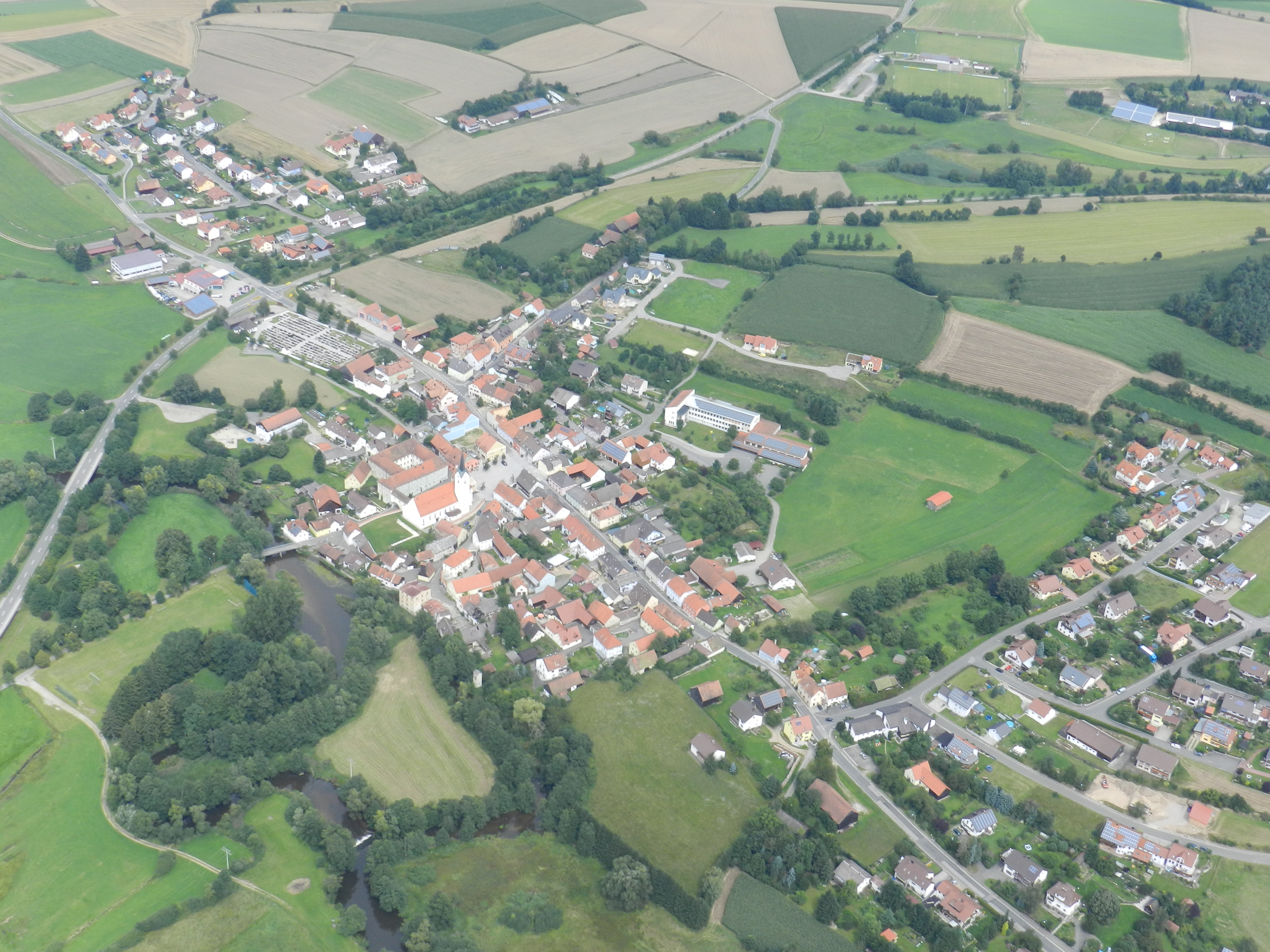